# Mont-ral
Mont-ral è un comune spagnolo di 154 abitanti situato nella comunità autonoma della Catalogna.